# Nibaldo Bahamonde
Jorge Nibaldo Bahamonde Navarro (Ancud, Chile, 20 de abril de 1924) fue profesor de Ciencias Biológicas y Química de la Universidad de Chile, Investigador Jefe de la Sección de Hidrobiología del Museo Nacional de Historia Natural de Chile entre 1950 y 1982, y Premio Nacional de Ciencias en 1996.

## Nacimiento y formación
Nibaldo Bahamonde nació en la ciudad de Ancud, en Chiloé, ciudad donde cursó sus estudios básicos en Los Salesianos y secundarios, estos últimos en Liceo Punta Arenas, en Dalcahue, y en el Liceo Superior de Ancud, en 1939, hijo de maestros. Al finalizar su enseñanza secundaria, antes de rendir el Bachillerato, se formó en filosofía y francés con Luis Oyarzún y Jorge Millas, entonces inspectores del Internado Nacional Barros Arana. Posteriormente, en 1940, comenzó sus estudios universitarios en Santiago, en el Instituto Superior de Humanidades de la Facultad de Filosofía y Educación de la Universidad de Chile, y en 1943 ingresó al Instituto Pedagógico de esa casa de estudios. En mayo de 1946 recibió el grado de Licenciado en Filosofía, con mención en Ciencias Biológicas y Químicas, y luego el título de Profesor de Ciencias Biológicas y Químicas. En 1951 contrae matrimonio con la académica Silvia Avilés, quien fue la primera docente de embriología e histología en el Instituto Pedagógico, en la Universidad de Chile. El matrimonio tuvo cinco hijos. 
En 1955, becado por las Naciones Unidas (específicamente por la FAO), Nibaldo Bahamonde realizó estudios de postgrado en Escandinavia, donde se especializó en la bionomía de especies de importancia económica y en la dinámica de poblaciones en Dinamarca, Suecia y Noruega. En este período se incorpora al Museo Zoológico de Bergen. En esta institución trabajó con el Profesor Hans Brattström, y también se desempeñó en el Instituto de Investigaciones Marinas y Pesqueras de Bergen, estudiando dinámicas de poblaciones del bacalao y el arenque. Sus investigaciones internacionales lo llevaron a Suecia, Noruega, Inglaterra, Francia y Brasil.
Como docente, Nibaldo Bahamonde comenzó temprano. Inicios que fueron ad honorem, como ayudante en la Cátedra de Biología General, del Profesor Parmenio Yáñez, creador de la Estación de Biología Marina de Montemar, posteriormente Instituto de Oceanología. Luego fue ayudante de zoología en el Departamento de Biología del Instituto Pedagógico. Entre 1950 y 1956 trabajó junto a Guillermo Mann, como jefe de Laboratorio de Títulos y Memorias de la Cátedra de Zoología. En 1957 se convirtió en Profesor del Centro de Investigaciones Zoológicas de la Universidad de Chile, hasta que en 1974 es nombrado Profesor Titular de la Facultad de Ciencias de esta universidad. Ejercería como docente hasta el año 1988. 
También colaboró como docente en la carrera de Biología Marina de la U. de Chile, además de hacer clases de ecología acuática en la Escuela de Medicina de la Universidad de Chile. En tanto, en 1951 fue profesor de Zoología e Hidrobiología en la Pontificia Universidad Católica de Chile.
En abril de 2004 fue nombrado Profesor Emérito de la Universidad de Chile.

## Labor en el Museo Nacional de Historia Natural
Entre los años 1950 y 1982 fue Jefe de la Sección de Hidrobiología del Museo Nacional de Historia Natural (MNHN). Su llegada al MNHN se produce en mayo de 1950, cuando es convocado por Humberto Fuenzalida Villegas, director del museo, quien le ofrece primeramente dirigir la sección de Zoología del MNHN, cargo que en ese momento se encontraba vacante. Bahamonde rechaza el ofrecimiento, señalando que tenía preferencia por los seres acuáticos, por lo que se une al museo en la recién creada sección de Hidrobiología.  
Su trabajo en la institución se realizó frecuentemente con pocos recursos, pero sí con mucho tesón. Colaboró en muchas tareas del museo, como la creación de la colección de animales acuáticos más importante de Chile, o bien en la formación del Noticiario Mensual de la institución, medio creado por el director, Humberto Fuenzalida, y dirigido por Grete Mostny. Con el correr del tiempo la sección que dirigía Bahamonde comenzó a crecer, instalándose laboratorios y acuarios, así como nuevos integrantes de la sección provenientes del Centro Nacional de Museología.
Otra área en la que Nibaldo Bahamonde fue de gran ayuda al MNHN fue la de establecer relaciones y alianzas entre el museo y otras instituciones científicas, tanto chilenas como extranjeras. Por ejemplo, el nexo creado con el Instituto de Fomento Pesquero (IFOP) permitió la creación de colecciones de especies del Talud Continental de Chile. Su colaboración con los directores del MNHN fue estrecha, sobre todo con Grete Mostny, a quien asesoró en cuestiones de historia natural durante toda su gestión como directora (1964-1982). 
Nibaldo Bahamonde se acogió a jubilación en abril de 1982.

## Reconocimientos
Desde temprana edad, la labor científica de Nibaldo Bahamonde le ha significado premios y reconocimientos. A los 26 años, en 1950, recibió el título de Caballero de la Orden de Vasa, que otorga Suecia, por su labor en la expedición de la Universidad de Lund a Chile. La Sociedad Mexicana de Historia Natural lo hizo miembro en 1954. En 1964 recibió la medalla de la Universidad de San Marcos de Lima, Perú, mientras que en 1975 fue premiado por la Dirección de Bibliotecas, Archivos y Museos (Dibam), tras 25 años de servicio en el Museo Nacional de Historia Natural, entidad que en 1984 lo galardonó con la Medalla de Oro del MNHN. En 1982 la Sociedad de Biología de Chile le otorga un diploma. En 1983 es designado Miembro de Número de la Academia de Ciencias del Instituto de Chile, a la que se incorpora el 20 de mayo de 1984. En 1996 la Universidad de Valparaíso lo nombra Profesor Honorario, y en 1997 la Universidad Metropolitana de Ciencias de la Educación lo nombra Profesor Emérito.
Varias especies han sido nombradas para honrarlo, tales como Batrachyla nibaldoi, Projasus bahamondei, Mesoplodon bahamondi y Metacrangon bahamondei.
En 1996 obtiene el Premio Nacional de Ciencias, por su trayectoria como investigador, así como por su labor formativa de nuevos científicos. Asimismo se premia su labor fundadora de instituciones de educación e investigación en Chile.